# Stanley Cup Finals 2025
Le Stanley Cup Finals 2025 sono state la serie conclusiva della stagione NHL 2024-2025 e dei playoff 2025. La serie si è realizzata al meglio delle 7 gare tra i Florida Panthers, squadra campione della Eastern Conference (nonché detentrice del titolo) e gli Edmonton Oilers, squadra campione della Western Conference. In quello che era un rematch delle Finals 2024, i Panthers hanno nuovamente ottenuto la vittoria battendo gli Oilers per 4-2, aggiudicandosi il 2° titolo nella storia della franchigia, nonché il 2° consecutivo.
La serie si è disputata il 4 e il 17 giugno 2025. Ad avere il vantaggio casalingo erano gli Oilers, avendo ottenuto un record durante la regular season migliore rispetto a quello dei Florida Panthers. Si è trattata della 6ª edizione delle Stanley Cup Finals in cui una delle due squadre protagoniste proveniva dalla Florida. Inoltre, si è trattato della prima volta dal 2009 in cui le due stesse squadre si sono trovate a riaffrontarsi in due stagioni consecutive in una nuova sfida nelle Stanley Cup Finals. Per la prima volta dal 2012, infine, nessuna delle due squadre partecipanti alle Stanley Cup Finals aveva mai avuto il vantaggio del fattore casalingo nei loro rispettivi tre turni precedenti prima delle Finals.

## Squadre partecipanti

### Edmonton Oilers
Gli Edmonton Oilers avevano raggiunto le Stanley Cup Finals per la 2ª stagione consecutiva e per la 9ª volta in assoluto nella loro storia. Gli Oilers arrivavano alle Finals con 5 titoli vinti, tutte vittorie avvenute nel periodo dal 1984 al 1990, anno in cui avevano vinto la Stanley Cup per l'ultima volta (battendo i Boston Bruins in 5 gare).
Durante la offseason, gli Oilers hanno effettuato diversi cambiamenti nella loro dirigenza, assumendo un nuovo general manager nella figura di Stan Bowman (in sostituzione di Ken Holland) e confermando nel ruolo di CEO Jeff Jackson. Gli Oilers, quindi, hanno proceduto a firmare gli attaccanti Jeff Skinner e Viktor Arvidsson, insieme ai difensori Connor Carrick e Josh Brown, riconfermando inoltre il loro rapporto con gli attaccanti Connor Brown, Adam Henrique, Mattias Janmark, Corey Perry e Leon Draisaitl e con il difensore Troy Stetcher. D'altro canto, gli Oilers hanno deciso di interrompere il loro legame con Warren Foegele (poi accasatosi ai Los Angeles Kings) e di cedere Phillip Broberg e Dylan Holloway ai St. Louis Blues. Con l'avvicinarsi della trade deadline, gli Oilers hanno acquisito dalla waivers list l'attaccante Kasperi Kapanen e firmato il difensore John Klingberg, per poi essere coinvolti in una trade a tre squadre con i Boston Bruins e i New Jersey Devils, nella quale hanno acquistato gli attaccanti Trent Frederic e Max Jones. L'ultimo giorno di apertura del mercato, quindi, gli Oilers hanno acquisito dai San Jose Sharks il difensore Jake Walman.
Tra i giocatori degli Oilers, l'attaccante Leon Draisaitl ha totalizzato il massimo di punti in stagione, con 106 punti messi a referto (di cui 52 goal), classificandosi al 3° posto in tutta la lega. Corey Perry ha totalizzato la sua 5ª apparizione alle Stanley Cup Finals nelle sue ultime 6 stagioni (nonché la sua 6ª complessiva in carriera), avendo vinto in precedenza la Stanley Cup solo una volta con gli Anaheim Ducks nel 2007, per poi perdere le Finals con i Dallas Stars nel 2020, con i Montreal Canadiens nel 2021, con i Tampa Bay Lightning nel 2022 e con gli stessi Oilers nel 2024.
La regular season degli Oilers si è conclusa con un record di 48–29–5, riuscendo ad accedere ai playoff. Al First Round gli Oilers hanno sconfitto i rivali di division dei Los Angeles Kings, eliminandoli per la 4ª volta consecutiva in 6 gare. Successivamente, al Second Round, gli Edmonton Oilers hanno affrontato e battuto i Vegas Golden Knights in 5 gare. Quindi, alle Western Conference Finals, gli Oilers hanno battuto ed eliminato per la 2ª volta consecutiva i Dallas Stars in 5 gare.

#### Roster

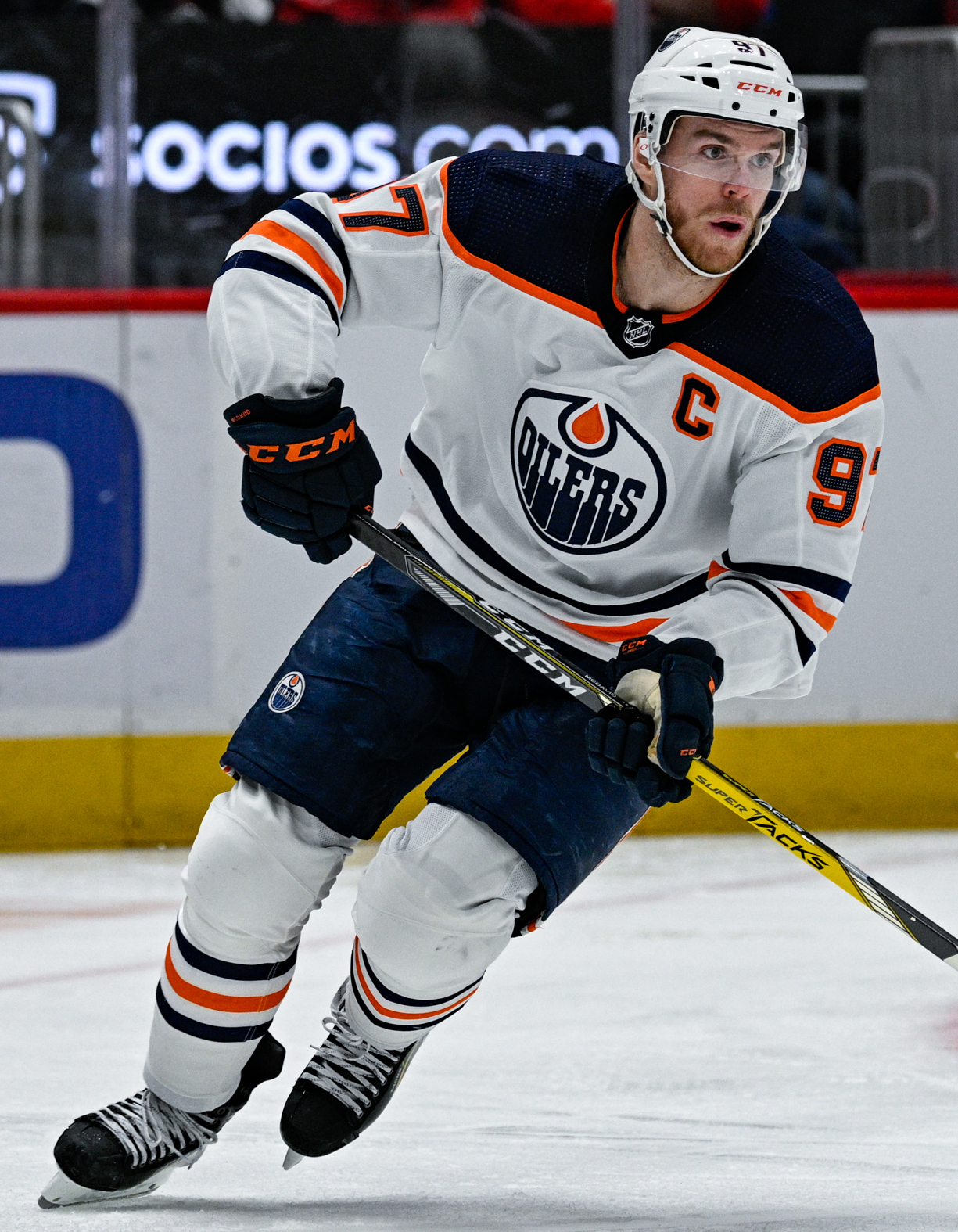
Connor McDavid, capitano degli Edmonton Oilers nella loro seconda apparizione consecutiva alle Stanley Cup Finals e nella loro 9ª complessiva nella storia della franchigia.

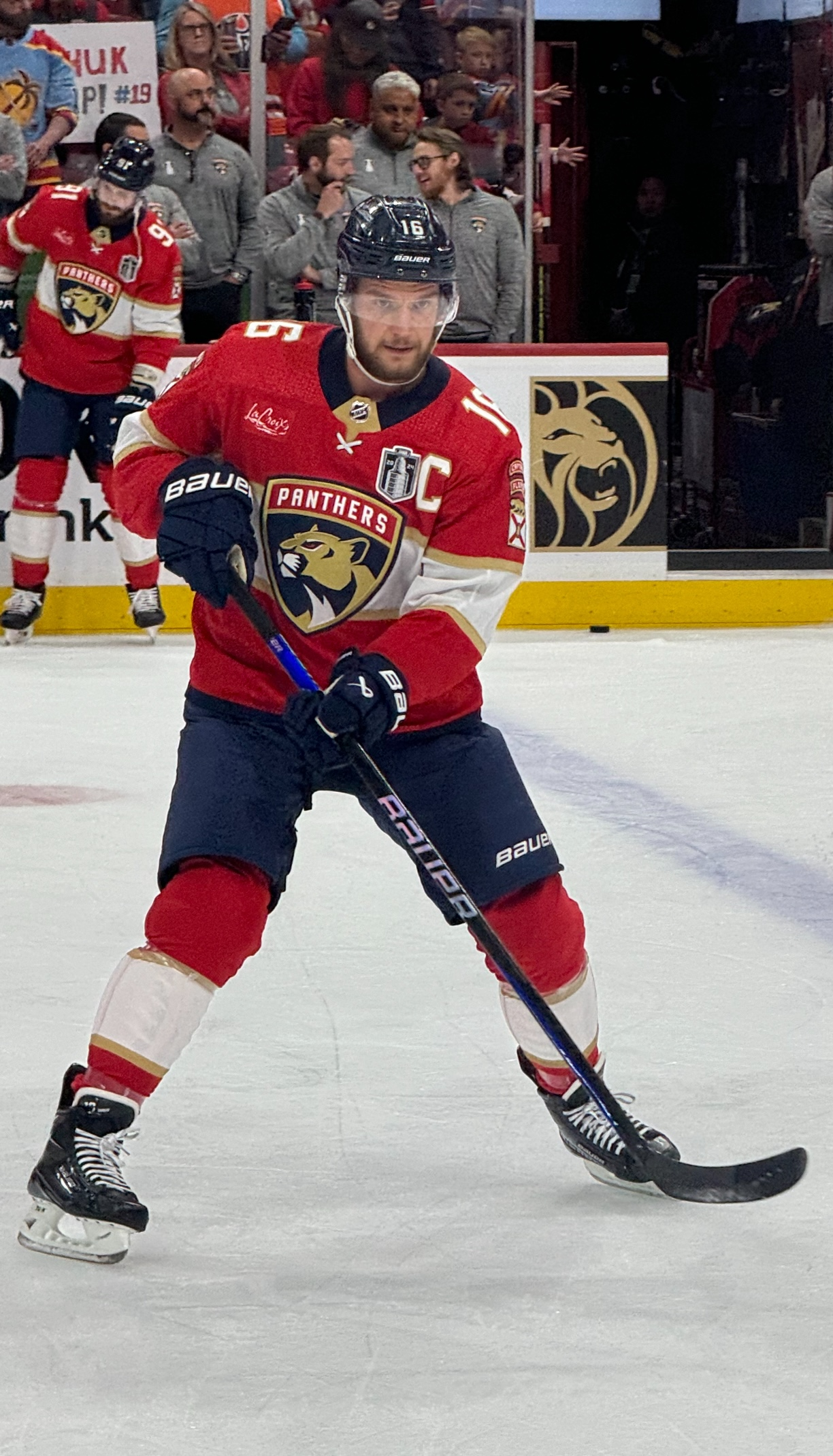
Aleksander Barkov, capitano dei Florida Panthers nella loro 3ª presenza consecutiva alle Stanley Cup Finals e nella 4ª complessiva nella storia della franchigia.

In grassetto, nella colonna "Presenze nelle Finals", le edizioni in cui il giocatore ha ottenuto il titolo.
| N  | Naz                    | Giocatore               | R  | M | E  | A    | Presenze nelle Finals            |
| -- | ---------------------- | ----------------------- | -- | - | -- | ---- | -------------------------------- |
| 33 | Svezia (bandiera)      | Viktor Arvidsson        | RW | D | 32 | 2024 | 2 (2017, 2025)                   |
| 2  | Canada (bandiera)      | Evan Bouchard           | D  | D | 25 | 2018 | 2 (2024, 2025)                   |
| 28 | Canada (bandiera)      | Connor Brown            | RW | D | 31 | 2023 | 2 (2024, 2025)                   |
| 44 | Canada (bandiera)      | Josh Brown              | D  | D | 31 | 2024 | 1 (2025)                         |
| 29 | Germania (bandiera)    | Leon Draisaitl - A      | C  | S | 29 | 2014 | 2 (2024, 2025)                   |
| 14 | Svezia (bandiera)      | Mattias Ekholm          | D  | D | 35 | 2023 | 3 (2017, 2024, 2025)             |
| 49 | Stati Uniti (bandiera) | Ty Emberson             | D  | D | 25 | 2024 | 1 (2025)                         |
| 21 | Stati Uniti (bandiera) | Trent Frederic          | C  | S | 27 | 2025 | 1 (2025)                         |
| 19 | Canada (bandiera)      | Adam Henrique           | C  | S | 35 | 2024 | 3 (2012, 2014, 2025)             |
| 18 | Canada (bandiera)      | Zach Hyman              | LW | D | 32 | 2021 | 2 (2024, 2025)                   |
| 13 | Svezia (bandiera)      | Mattias Janmark         | C  | S | 32 | 2022 | 3 (2020, 2024, 2025)             |
| 91 | Canada (bandiera)      | Evander Kane            | LW | S | 33 | 2022 | 2 (2024, 2025)                   |
| 42 | Finlandia (bandiera)   | Kasperi Kapanen         | RW | D | 28 | 2024 | 1 (2025)                         |
| 36 | Svezia (bandiera)      | John Klingberg          | D  | D | 31 | 2025 | 2 (2020, 2025)                   |
| 27 | Canada (bandiera)      | Brett Kulak             | D  | S | 31 | 2022 | 3 (2021, 2024, 2025)             |
| 97 | Canada (bandiera)      | Connor McDavid - C      | C  | S | 28 | 2015 | 2 (2024, 2025)                   |
| 93 | Canada (bandiera)      | Ryan Nugent-Hopkins - A | C  | S | 32 | 2011 | 2 (2024, 2025)                   |
| 25 | Canada (bandiera)      | Darnell Nurse - A       | D  | S | 30 | 2013 | 2 (2024, 2025)                   |
| 90 | Canada (bandiera)      | Corey Perry             | RW | D | 40 | 2024 | 6 (2007, 2020, 2021, 2022, 2024) |
| 30 | Canada (bandiera)      | Calvin Pickard          | G  | S | 33 | 2022 | 2 (2024, 2025)                   |
| 92 | Russia (bandiera)      | Vasily Podkolzin        | RW | S | 23 | 2024 | 1 (2025)                         |
| 53 | Canada (bandiera)      | Jeff Skinner            | LW | S | 33 | 2024 | 1 (2025)                         |
| 74 | Canada (bandiera)      | Stuart Skinner          | G  | S | 26 | 2017 | 2 (2024, 2025)                   |
| 51 | Canada (bandiera)      | Troy Stecher            | D  | D | 31 | 2024 | 1 (2025)                         |
| 96 | Canada (bandiera)      | Jake Walman             | D  | S | 29 | 2025 | 1 (2025)                         |

### Florida Panthers
I Florida Panthers avevano ottenuto la qualificazione alle Stanley Cup Finals per la 3ª stagione consecutiva e per la 4ª volta complessivamente nella loro storia. I Panthers avevano vinto la Stanley Cup 1 volta, nella stagione precedente, battendo gli stessi Edmonton Oilers in 7 gare riuscendo a ribaltare la serie dopo uno svantaggio iniziale di 0-3.
Durante la offseason, i Panthers hanno firmato gli attaccanti Jesper Boqvist, A.J. Greer e Tomas Nosek, come anche il difensore Nate Schmidt, rafforzandosi anche con il rinnovo degli attaccanti Sam Reinhart, Anton Lundell e Carter Verhaeghe e del difensore Dmitry Kulikov. Con l'avvicinarsi della trade deadline, i Panthers hanno deciso di acquistare il difensore Seth Jones, il portiere Vitek Vanecek e l'attaccante Nico Sturm. L'ultimo giorno di mercato, i Panthers hanno quindi deciso di acquisire il capitano dei Boston Bruins, Brad Marchand.
Tra i giocatori dei Panthers, l'attaccante Sam Reinhart ha totalizzato il massimo di punti in stagione, con 81 punti messi a referto. Il capitano Aleksander Barkov ha vinto il suo 3° Frank J. Selke Trophy in carriera, premiato come miglior attaccante dalle caratteristiche difensive della lega.
La regular season dei Panthers si era conclusa con un record di 47–31–4, riuscendo ad accedere ai playoff. Al First Round i Panthers avevano sconfitto i rivali statali dei Tampa Bay Lightning, eliminandoli in 5 gare. Successivamente, al Second Round, i Florida Panthers avevano affrontato e battuto i Toronto Maple Leafs in 7 gare. Quindi, alle Eastern Conference Finals, i Panthers avevano battuto i Carolina Hurricanes in 5 gare (per la seconda volta in 3 edizioni consecutive dei playoff).

#### Roster
In grassetto, nella colonna "Presenze nelle Finals", le edizioni in cui il giocatore ha ottenuto il titolo.
| N  | Naz                    | Giocatore               | R  | M | E  | A    | Presenze nelle Finals      |
| -- | ---------------------- | ----------------------- | -- | - | -- | ---- | -------------------------- |
| 26 | Lettonia (bandiera)    | Uvis Balinskis          | D  | S | 28 | 2023 | 1 (2025)                   |
| 16 | Finlandia (bandiera)   | Aleksander Barkov - (C) | C  | S | 29 | 2013 | 3 (2023, 2024, 2025)       |
| 9  | Canada (bandiera)      | Sam Bennett             | C  | S | 28 | 2021 | 3 (2023, 2024, 2025)       |
| 72 | Russia (bandiera)      | Sergei Bobrovsky        | G  | S | 36 | 2019 | 3 (2023, 2024, 2025)       |
| 70 | Svezia (bandiera)      | Jesper Boqvist          | C  | S | 26 | 2024 | 1 (2025)                   |
| 5  | Canada (bandiera)      | Aaron Ekblad - (A)      | D  | D | 29 | 2014 | 3 (2023, 2024, 2025)       |
| 42 | Svezia (bandiera)      | Gustav Forsling         | D  | S | 28 | 2021 | 3 (2023, 2024, 2025)       |
| 12 | Canada (bandiera)      | Jonah Gadjovich         | LW | S | 26 | 2023 | 2 (2024, 2025)             |
| 10 | Canada (bandiera)      | A.J. Greer              | LW | S | 28 | 2024 | 1 (2025)                   |
| 3  | Stati Uniti (bandiera) | Seth Jones              | D  | D | 30 | 2025 | 1 (2025)                   |
| 7  | Russia (bandiera)      | Dmitrij Kulikov         | D  | S | 34 | 2023 | 2 (2024, 2025)             |
| 15 | Finlandia (bandiera)   | Anton Lundell           | C  | S | 23 | 2020 | 3 (2023, 2024, 2025)       |
| 27 | Finlandia (bandiera)   | Eetu Luostarinen        | C  | S | 26 | 2020 | 3 (2023, 2024, 2025)       |
| 63 | Canada (bandiera)      | Brad Marchand           | LW | S | 37 | 2025 | 4 (2011, 2013, 2019, 2025) |
| 77 | Finlandia (bandiera)   | Niko Mikkola            | D  | S | 29 | 2023 | 2 (2024, 2025)             |
| 92 | Rep. Ceca (bandiera)   | Tomáš Nosek             | LW | S | 32 | 2024 | 2 (2018, 2025)             |
| 13 | Canada (bandiera)      | Sam Reinhart            | C  | D | 29 | 2021 | 3 (2023, 2024, 2025)       |
| 17 | Canada (bandiera)      | Evan Rodrigues          | C  | D | 31 | 2023 | 2 (2024, 2025)             |
| 25 | Stati Uniti (bandiera) | Mackie Samoskevich      | RW | D | 22 | 2021 | 1 (2025)                   |
| 88 | Stati Uniti (bandiera) | Nate Schmidt            | D  | S | 33 | 2024 | 2 (2018, 2025)             |
| 19 | Stati Uniti (bandiera) | Matthew Tkachuk - (A)   | LW | S | 27 | 2022 | 3 (2023, 2024, 2025)       |
| 41 | Rep. Ceca (bandiera)   | Vitek Vanecek           | G  | S | 29 | 2025 | 1 (2025)                   |
| 23 | Canada (bandiera)      | Carter Verhaeghe        | C  | S | 27 | 2020 | 4 (2020, 2023, 2024, 2025) |

## Serie
| Squadra 1       | Totale | Squadra 2        | Gara 1   | Gara 2    | Gara 3 | Gara 4   | Gara 5 | Gara 6 | Gara 7 |
| --------------- | ------ | ---------------- | -------- | --------- | ------ | -------- | ------ | ------ | ------ |
| Edmonton Oilers | 2–4    | Florida Panthers | 4–3 (OT) | 4–5 (2OT) | 1–6    | 5–4 (OT) | 2–5    | 1–5    |        |

## Gara 1

### Tabellino
| Arbitri: | Francis Charron Wes McCauley Scott Cherrey Trent Knorr |

| |              | |
| 1° periodo L. Draisaitl (8) 01:06 K. Kapanen (1) – J. Walman (6) 2° periodo V. Arvidsson (2) 03:17 V. Podkolzin (6) – E. Bouchard (12) 3° periodo M. Ekholm (1) 06:33 C. McDavid (21) – K. Kapanen (2) Overtime (PPG) L. Draisaitl (9) 19:29 C. McDavid (22) – C. Perry (4)                                       | Marcatori    | 1° periodo 10:49 (11) S. Bennett (9) C. Verhaeghe – (12) M. Tkachuk 12:30 (5) B. Marchand (PPG) (5) N. Schmidt – (11) E. Rodrigues 2° periodo 02:00 (12) S. Bennett (6) N. Schmidt – (10) C. Verhaeghe 3° periodo nessun goal Overtime nessun goal                                                                 |
| 1° periodo (2 min – High Sticking) C. Perry 06:53 (2 min – Delay of Game-Unsuccessful challenge) Team penalty 10:49 (2 min – Tripping) C. Perry 12:46 2° periodo nessuna penalità 3° periodo nessuna penalità Overtime nessuna penalità                                                                           | Penalità     | 1° periodo 12:40 A. Lundell (Interference – 2 min) 13:04 A. Ekblad (Holding – 2 min) 2° periodo 18:47 E. Rodrigues (High Sticking – 2 min) 3° periodo nessuna penalità Overtime 18:17 T. Nosek (Delay of Game – Puck over glass)                                                                                   |
| Stuart Skinner (G) 74 Evan Bouchard (D) 2 Mattias Ekholm (D) 14 Corey Perry (R) 90 (A) Ryan Nugent-Hopkins (C) 93 (C) Connor McDavid (C) 97 | Formazioni   | 72 (G) Sergei Bobrovsky 3 (D) Seth Jones 77 (D) Niko Mikkola 13 (C) Sam Reinhart 16 (C) Aleksander Barkov (C) 17 (C) Evan Rodrigues |
| Mattias Janmark (C) 13 Adam Henrique (C) 19 Trent Frederic (C) 21 (A) Darnell Nurse (D) 25 Brett Kulak (D) 27 Connor Brown (R) 28 Leon Draisaitl (C) 29 Calvin Pickard (G) 30 Viktor Arvidsson (L) 33 John Klingberg (D) 36 Kasperi Kapanen (R) 42 Evander Kane (L) 91 Vasily Podkolzin (R) 92 Jake Walman (D) 96 | Sostituzioni | 5 (D) Aaron Ekblad (A) 7 (D) Dmitry Kulikov 9 (C) Sam Bennett 12 (L) Jonah Gadjovich 15 (C) Anton Lundell 19 (L) Matthew Tkachuk (A) 23 (C) Carter Verhaeghe 27 (C) Eetu Luostarinen 41 (G) Vitek Vanecek 42 (D) Gustav Forsling 63 (L) Brad Marchand 70 (C) Jesper Boqvist 88 (D) Nate Schmidt 92 (L) Tomas Nosek |
| Kris Knoblauch | Allenatori   | Paul Maurice |

### Cronaca

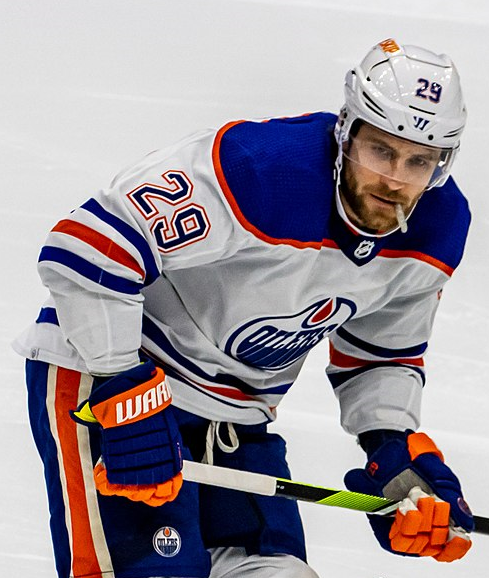
Leon Draisaitl (Edmonton Oilers) ha segnato 2 goal in Gara 1, di cui il secondo decisivo allovertime.

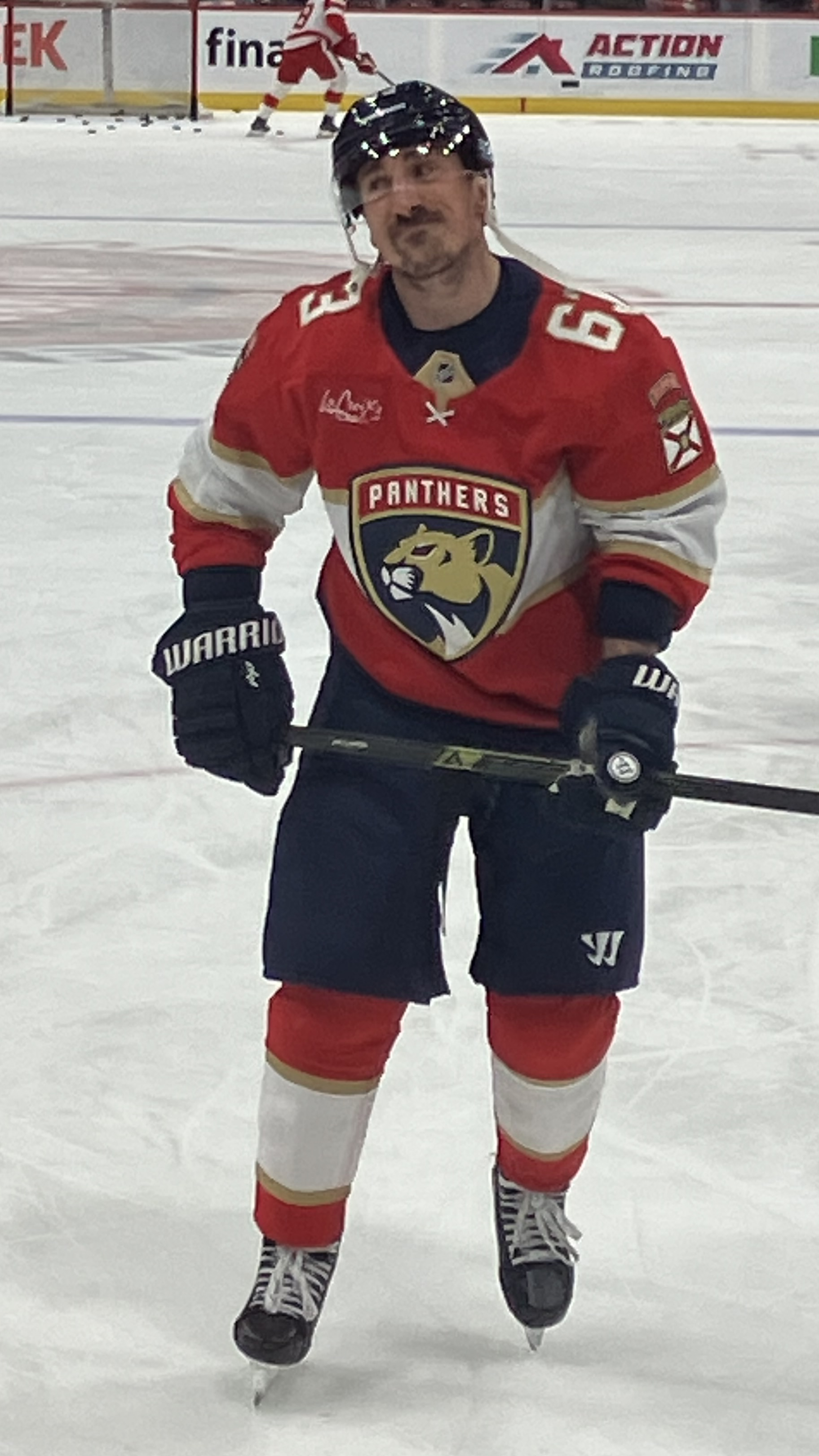
Brad Marchand (Florida Panthers) ha segnato 2 reti in Gara 2, di cui quella decisiva per la vittoria della sua squadra allovertime.

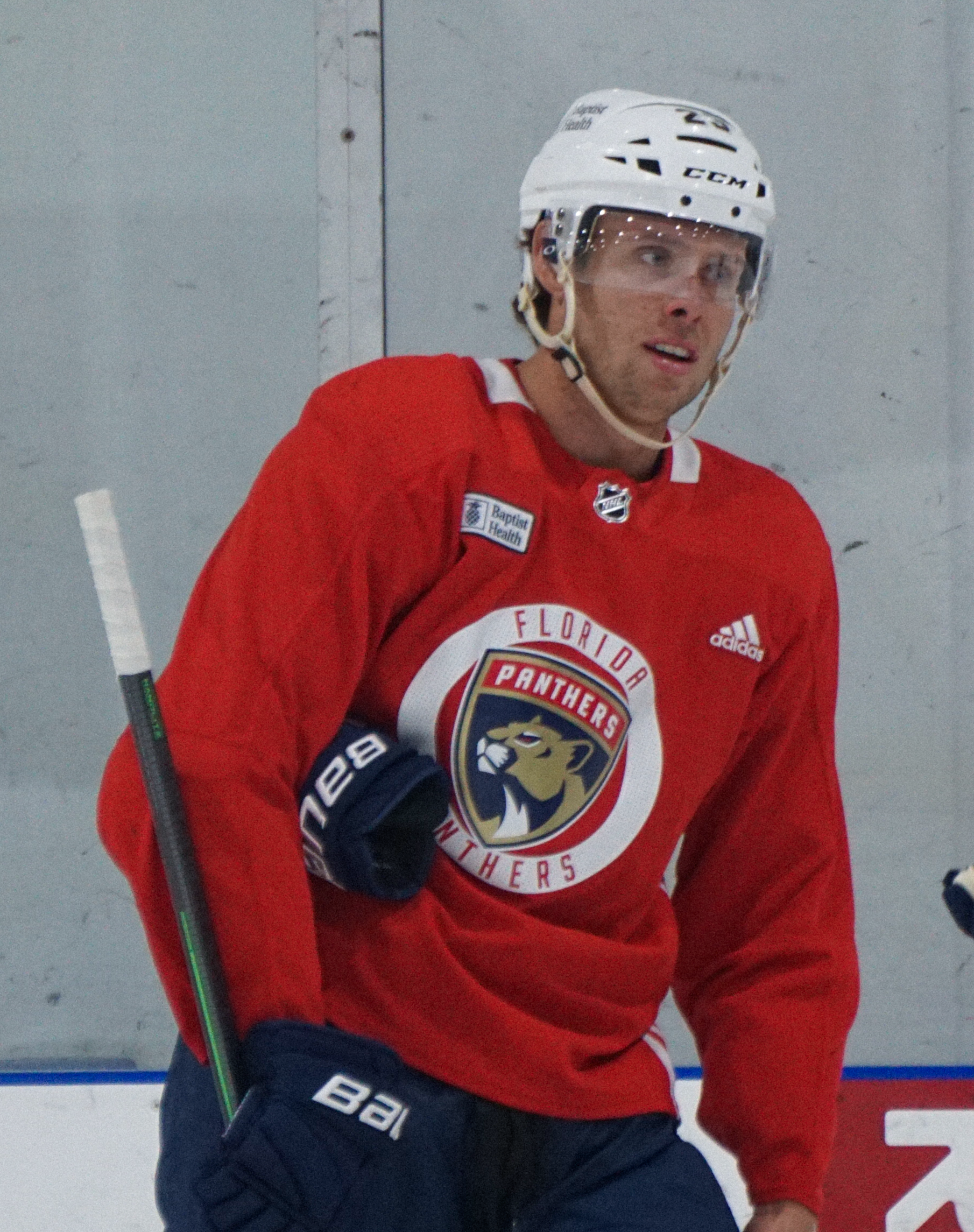
Carter Verhaeghe (Florida Panthers), autore della rete decisiva e di 3 assist in Gara 3.

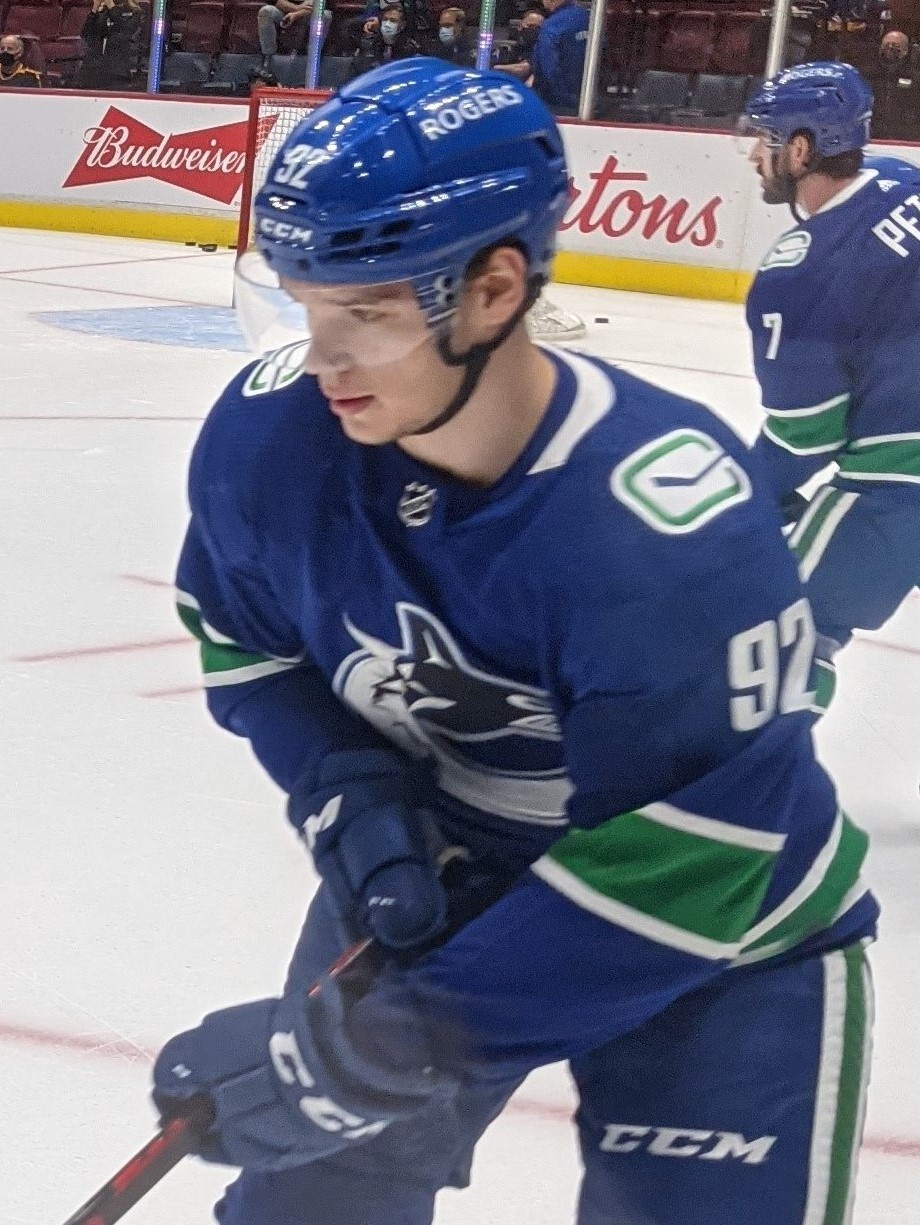
Vasily Podkolzin (nella foto in maglia Canucks) ha segnato la rete del momentaneo pareggio degli Oilers, nonché messo a referto l'assist del goal decisivo in Gara 4.

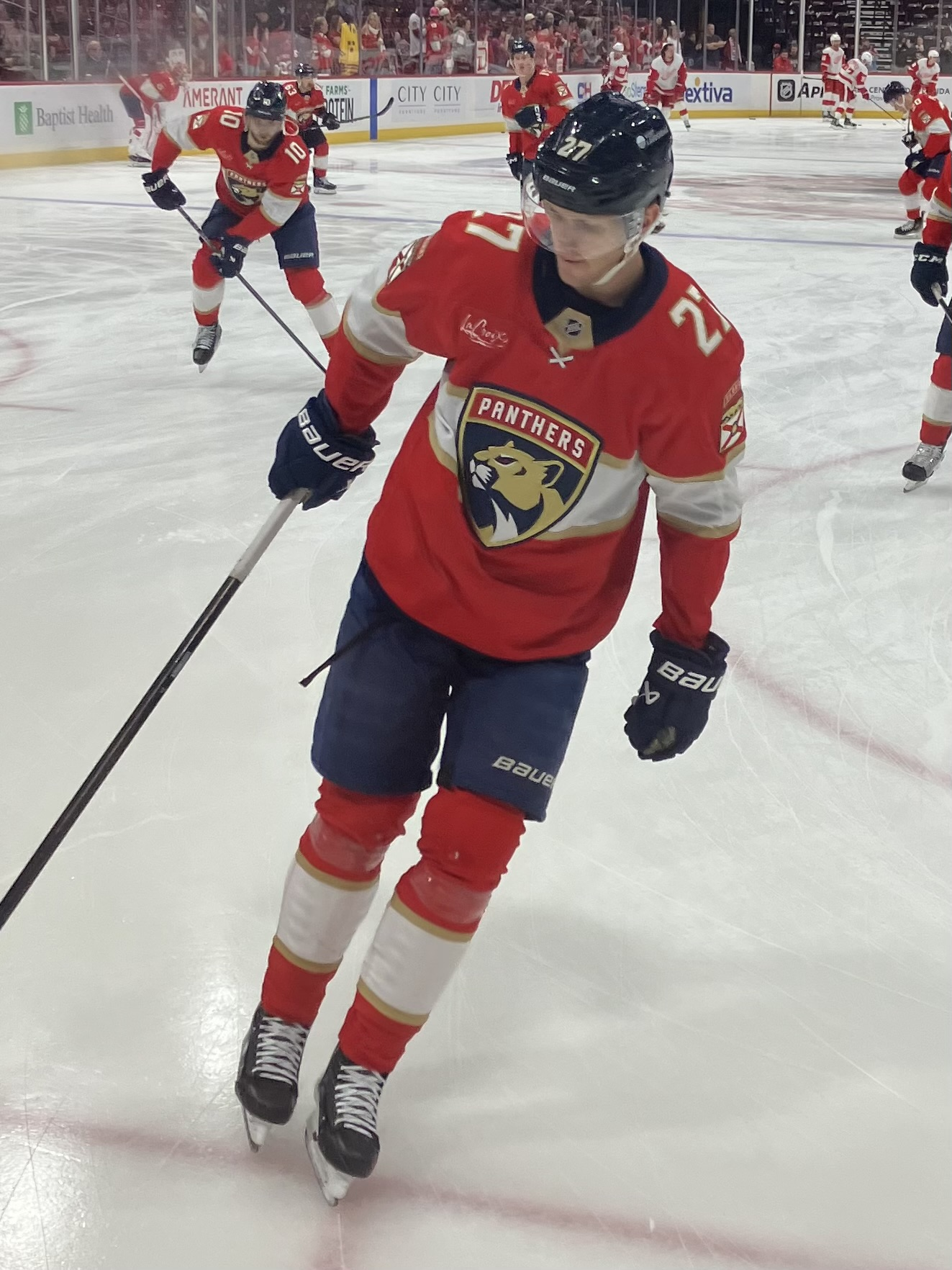
Eetu Luostarinen (Florida Panthers) ha messo a referto 1 goal e 1 assist in Gara 5.

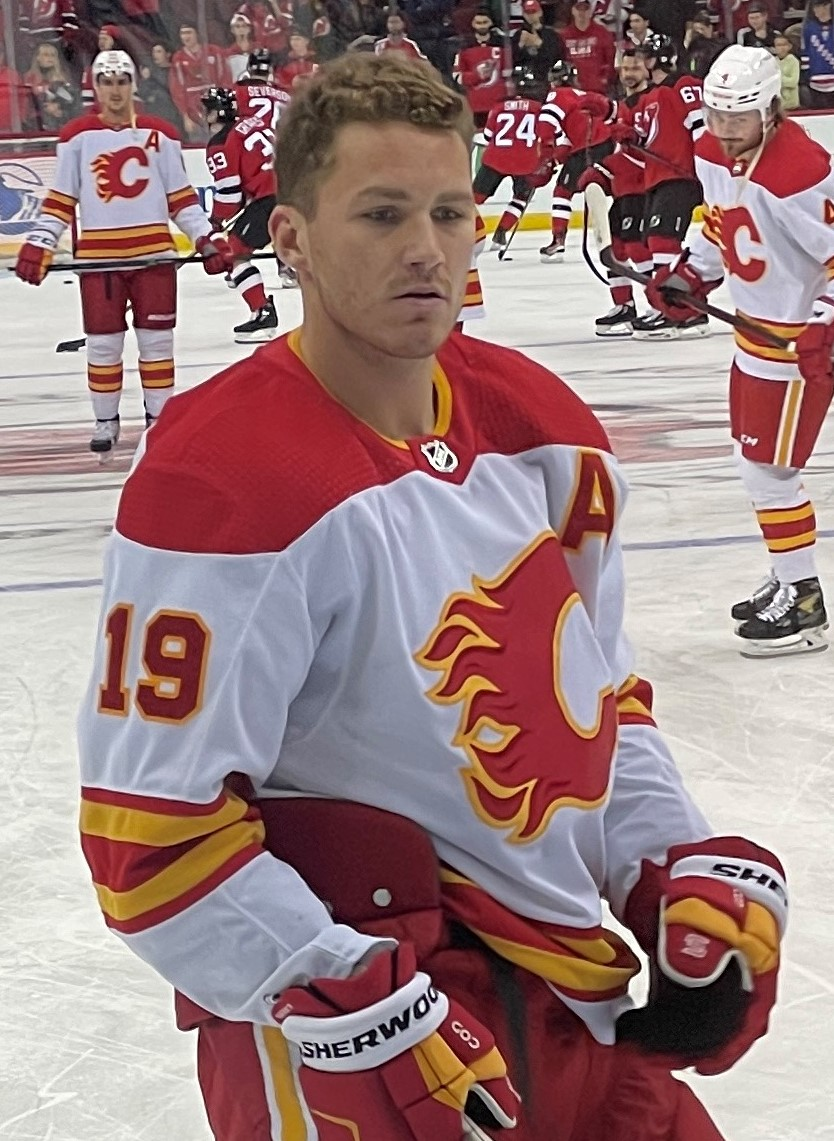
Matthew Tkachuk (nella foto in maglia Flames), autore della rete decisiva delle Stanley Cup Finals 2025 in Gara 6.

Nel 1° periodo di Gara 1 segna il momentaneo vantaggio degli Edmonton Oilers Leon Draisaitl che, dopo la parata del goalie dei Florida Panthers, Sergei Bobrovsky, sul tiro di Jake Walman, devia il tiro successivo di Kasperi Kapanen. Il pareggio dei Panthers arriva grazie a Sam Bennett, che devia il tiro di Carter Verhaeghe. Gli Oilers contestano la rete del pareggio di Bennett per una possibile interference dello stesso Bennett su Stuart Skinner, il loro goalie, ma nella official review successiva gli arbitri convalidano la rete dei Panthers e attribuiscono una team penalty alla squadra canadese per unsuccessful challenge. Nel power play conseguente, i Panthers passano addirittura in vantaggio sul 2-1 grazie alla rete di Brad Marchand. Nel 2° periodo i Panthers allungano sul momentaneo 3-1 in loro favore nuovamente con Sam Bennett, che riceve l'assist di Nate Schmidt e trafigge con il suo tiro Skinner. Ma gli Oilers non si arrendono e accorciano le distanze con la rete di Viktor Arvidsson. Quindi, nel 3° periodo, arriva il pareggio della squadra di Edmonton grazie a Mattias Ekholm (rimasto fuori dai giochi per la maggior parte dei playoff) su assist di Connor McDavid. Con la gara in pareggio sul momentaneo 3-3 alla fine dei 3 periodi regolamentari, si rende necessario l'overtime. Tomas Nosek, attaccante dei Panthers, viene punito per delay of Game dopo aver spedito volontariamente il puck fuori dai confini del rink e, nel successivo power play, arriva la rete decisiva di Leon Draisaitl che, dopo uno scambio tra Corey Perry e McDavid, sigla la rete decisiva che porta in vantaggio nella serie la squadra canadese sul momentaneo 1-0.